# نب‌ورث
نِب‌وُرث (به انگلیسی: Knebworth) یک محله مدنی در شمال هرتفوردشر و درست در جنوب استیونج در انگلستان است. شواهدی از زندگی مردم در این منطقه در قرن یازدهم وجود دارد، همان‌طور که در کتاب روز رستاخیز در ۱۰۸۶ ذکر شده است، جایی که از آن به عنوان «چنپ‌ورد» با جمعیت ثبت‌شدهٔ ۳۳ خانوار و زمین‌های متعلق به «اِسکیل» (از اهالی وُر) یکی از تگن‌های ادوارد خستو (آخرین پادشاه آنگلوساکسون از دودمان وسکس) یاد شده است.